# Parastrangalis inarmata
Parastrangalis inarmata là một loài bọ cánh cứng trong họ Cerambycidae.